# WAVE (俳優ユニット)
WAVE（ウェーブ）は、日本の芸能事務所であるワタナベエンターテインメントの若手俳優ユニット。結成は2024年。結成時の平均年齢は21歳、現在の平均年齢は 21歳5か月 。
色鮮やかな個性を持つ若手俳優がエンターテインメント業界の荒波を乗りこなしてほしいという意味を込めて、WATANABE、ACTOR、VIVID、EMOTIONの頭⽂字をとって名付けられた。

## 概要・略歴
2024年9月24日、ワタナベエンターテインメント所属の俳優7名で結成された。同事務所の俳優集団D-BOYS結成20周年となる節目での結成となった。
同年11月16日、『Watanabe Actors Star Fes』にてお披露目され、梅棒の演出•振付によるコント×ダンスパフォーマンスを行った。同日にオフィシャルファンクラブが開設された。
2025年3月22日、ABCテレビにて主演ドラマ「犬系男子」が放送された。
同年4月3日、ユニット初のファンクラブイベント『WACTION! Presents 公開WAVE集会』が開催された。
同年5月29日、小方蒼介が脱退。

## メンバー
公式サイトによる順
| 名前                              | 生年月日               | 出身   | 血液型 | あだ名               | 備考                                                      |
| --------------------------------- | ---------------------- | ------ | ------ | -------------------- | --------------------------------------------------------- |
| いうち はるひ 井内 悠陽           | 2004年7月12日（20歳）  | 京都府 | A型    | はるひ、はる         |                                                           |
| なかやま しょうき 中山 翔貴       | 1999年3月18日（26歳）  | 東京都 | B型    | しょうきち、きち     | WAVE最年長                                                |
| いのうえ ひなた 井上 陽向大       | 2003年12月10日（21歳） | 福岡県 | A型    | ひな                 | ワタナベ次世代オーディション2023 審査員特別賞             |
| かしまた りゅうのすけ 樫又 龍ノ介 | 2004年2月17日（21歳）  | 埼玉県 | B型    | りゅう、りゅうちゃん | 第36回ジュノンスーパーボーイコンテスト フォトジェニック賞 |
| うえの はなみち 植野 花道         | 2005年11月11日（19歳） | 大阪府 | O型    | みっち、花ちゃん     | 男子高生ミスターコン2023 グランプリ                       |
| さくらい あれん 櫻井 亜蓮         | 2006年6月27日（19歳）  | 大阪府 | A型    | アレちゃん、アレくん | 男子高生ミスターコン2023 準グランプリ WAVE最年少          |

### 元メンバー
| 脱退日        | 名前                      | 生年月日               | 出身   | 血液型 | あだ名                 | 備考                                          |
| ------------- | ------------------------- | ---------------------- | ------ | ------ | ---------------------- | --------------------------------------------- |
| 2025年5月29日 | おがた そうすけ 小方 蒼介 | 2001年12月14日（23歳） | 東京都 | A型    | そうちゃん、おがちゃん | 第36回メンズノンノモデルオーディション 読者賞 |

## 出演
（WAVEとしての出演）

### テレビドラマ
- 犬系男子 (2025年3月22日、ABCテレビ) (後述)

### イベント

#### 2024年
- Watanabe Actors Star Fes (11月16日、TFT ホール 1000)[5]

#### 2025年
- 公開WAVE集会 (4月3日、WES原宿)[7]
- 第2回公開WAVE集会（6月7日、WES原宿）（井上・樫又・植野・櫻井）
- 第3回公開WAVE集会（7月19日、WES原宿）（井上・樫又・植野・櫻井）

### 雑誌
- DUeT (2025年1月号 - 、ホーム社) - 連載[11]
- POTATO (ONE PUBLISHING)
  - 2025年2月号(井内・中山)[12]
  - 2025年5月号(井内・小方・植野)[13]
- TVガイドdan (vol.54、東京ニュース通信社)[14]
- 日経エンタテインメント！(2025年3月号、日経BP社)(井内・中山・植野)[15]
- WiNK UP (2025年4月号、ワニブックス社)(井内・小方・植野)[16]

### Web雑誌
- D-DAYS ＋Plus vol.205 (2025年3月3日、Deview)(井内・小方・植野)[17]

## ショートドラマSP 「犬系男子」
WAVEが主演を務めるハートフルストーリーのショートドラマ。2025年3月22日にABCテレビにて全8話が放送された。TVer・ABEMAで見逃し配信中。再編集版が「ショードラ」にて配信中。
「ショードラ」にて配信されている関連動画の総再生回数が、放送前に100万回を突破した。

### キャスト
柴悠陽
演 - 井内悠陽（WAVE）
柴犬男子。
堂減翔貴
演 - 中山翔貴（WAVE）
ドーベルマン男子。
黄金蒼介
演 - 小方蒼介（WAVE）
ゴールデンレトリバー男子。
土佐陽向大
演 - 井上陽向大（WAVE）
土佐犬男子。
秋田龍ノ介
演 - 樫又龍ノ介（WAVE）
秋田犬男子。
千輪花道
演 - 植野花道（WAVE）
チワワ男子。
戸井府亜蓮
演 - 櫻井亜蓮（WAVE）
トイプードル男子。

### 放送リスト
| 話数 | サブタイトル         | 主演                                  | ゲスト出演 |
| ---- | -------------------- | ------------------------------------- | --- |
| #1   | 逃したくない獲物     | 柴犬男子 （井内悠陽）                 | 新藤えみ(#1) 演 - 森日菜美 天海飛鳥(#2・#8) 演 - 街田しおん 女子社員(#2) 演 - 中島もも 清掃員(#2) 演 - 渋谷靖人 岡野沙織(#3) 演 - 阿部なつき 上司(#3) 演 - 松坂龍 屋台のおじさん/泥棒(#3・#5・#7・#8) 演 - おおたけこういち 三田栄子(#4) 演 - 前ひろこ ぶつかりおじさん(#4) 演 - 柄シャツ男 道行く女性(#4) 演 - 石毛海音 小形千尋(#5) 演 - 米澤りあ 坂本有希(#6) 演 - 吉田萌果 有希の父(#6) 演 - 谷沢龍馬 スタッフ(#6) 演 - 新実はなり 高橋美穂(#7) 演 - 奏羽茜 女性客(#7) 演 - 橘咲愛耶 |
| #2   | 社長秘書の鏡         | ドーベルマン男子 （中山翔貴）         | 新藤えみ(#1) 演 - 森日菜美 天海飛鳥(#2・#8) 演 - 街田しおん 女子社員(#2) 演 - 中島もも 清掃員(#2) 演 - 渋谷靖人 岡野沙織(#3) 演 - 阿部なつき 上司(#3) 演 - 松坂龍 屋台のおじさん/泥棒(#3・#5・#7・#8) 演 - おおたけこういち 三田栄子(#4) 演 - 前ひろこ ぶつかりおじさん(#4) 演 - 柄シャツ男 道行く女性(#4) 演 - 石毛海音 小形千尋(#5) 演 - 米澤りあ 坂本有希(#6) 演 - 吉田萌果 有希の父(#6) 演 - 谷沢龍馬 スタッフ(#6) 演 - 新実はなり 高橋美穂(#7) 演 - 奏羽茜 女性客(#7) 演 - 橘咲愛耶 |
| #3   | リピート100%店員     | ゴールデンレトリバー男子 （小方蒼介） | 新藤えみ(#1) 演 - 森日菜美 天海飛鳥(#2・#8) 演 - 街田しおん 女子社員(#2) 演 - 中島もも 清掃員(#2) 演 - 渋谷靖人 岡野沙織(#3) 演 - 阿部なつき 上司(#3) 演 - 松坂龍 屋台のおじさん/泥棒(#3・#5・#7・#8) 演 - おおたけこういち 三田栄子(#4) 演 - 前ひろこ ぶつかりおじさん(#4) 演 - 柄シャツ男 道行く女性(#4) 演 - 石毛海音 小形千尋(#5) 演 - 米澤りあ 坂本有希(#6) 演 - 吉田萌果 有希の父(#6) 演 - 谷沢龍馬 スタッフ(#6) 演 - 新実はなり 高橋美穂(#7) 演 - 奏羽茜 女性客(#7) 演 - 橘咲愛耶 |
| #4   | vsぶつかりおじさん   | 土佐犬男子 （井上陽向大）             | 新藤えみ(#1) 演 - 森日菜美 天海飛鳥(#2・#8) 演 - 街田しおん 女子社員(#2) 演 - 中島もも 清掃員(#2) 演 - 渋谷靖人 岡野沙織(#3) 演 - 阿部なつき 上司(#3) 演 - 松坂龍 屋台のおじさん/泥棒(#3・#5・#7・#8) 演 - おおたけこういち 三田栄子(#4) 演 - 前ひろこ ぶつかりおじさん(#4) 演 - 柄シャツ男 道行く女性(#4) 演 - 石毛海音 小形千尋(#5) 演 - 米澤りあ 坂本有希(#6) 演 - 吉田萌果 有希の父(#6) 演 - 谷沢龍馬 スタッフ(#6) 演 - 新実はなり 高橋美穂(#7) 演 - 奏羽茜 女性客(#7) 演 - 橘咲愛耶 |
| #5   | 後輩があざとすぎる   | トイプードル男子 （櫻井亜蓮）         | 新藤えみ(#1) 演 - 森日菜美 天海飛鳥(#2・#8) 演 - 街田しおん 女子社員(#2) 演 - 中島もも 清掃員(#2) 演 - 渋谷靖人 岡野沙織(#3) 演 - 阿部なつき 上司(#3) 演 - 松坂龍 屋台のおじさん/泥棒(#3・#5・#7・#8) 演 - おおたけこういち 三田栄子(#4) 演 - 前ひろこ ぶつかりおじさん(#4) 演 - 柄シャツ男 道行く女性(#4) 演 - 石毛海音 小形千尋(#5) 演 - 米澤りあ 坂本有希(#6) 演 - 吉田萌果 有希の父(#6) 演 - 谷沢龍馬 スタッフ(#6) 演 - 新実はなり 高橋美穂(#7) 演 - 奏羽茜 女性客(#7) 演 - 橘咲愛耶 |
| #6   | なんで･･･侍？        | 秋田犬男子 （樫又龍ノ介）             | 新藤えみ(#1) 演 - 森日菜美 天海飛鳥(#2・#8) 演 - 街田しおん 女子社員(#2) 演 - 中島もも 清掃員(#2) 演 - 渋谷靖人 岡野沙織(#3) 演 - 阿部なつき 上司(#3) 演 - 松坂龍 屋台のおじさん/泥棒(#3・#5・#7・#8) 演 - おおたけこういち 三田栄子(#4) 演 - 前ひろこ ぶつかりおじさん(#4) 演 - 柄シャツ男 道行く女性(#4) 演 - 石毛海音 小形千尋(#5) 演 - 米澤りあ 坂本有希(#6) 演 - 吉田萌果 有希の父(#6) 演 - 谷沢龍馬 スタッフ(#6) 演 - 新実はなり 高橋美穂(#7) 演 - 奏羽茜 女性客(#7) 演 - 橘咲愛耶 |
| #7   | お留守番中に･･･      | チワワ男子 （植野花道）               | 新藤えみ(#1) 演 - 森日菜美 天海飛鳥(#2・#8) 演 - 街田しおん 女子社員(#2) 演 - 中島もも 清掃員(#2) 演 - 渋谷靖人 岡野沙織(#3) 演 - 阿部なつき 上司(#3) 演 - 松坂龍 屋台のおじさん/泥棒(#3・#5・#7・#8) 演 - おおたけこういち 三田栄子(#4) 演 - 前ひろこ ぶつかりおじさん(#4) 演 - 柄シャツ男 道行く女性(#4) 演 - 石毛海音 小形千尋(#5) 演 - 米澤りあ 坂本有希(#6) 演 - 吉田萌果 有希の父(#6) 演 - 谷沢龍馬 スタッフ(#6) 演 - 新実はなり 高橋美穂(#7) 演 - 奏羽茜 女性客(#7) 演 - 橘咲愛耶 |
| #8   | 招き犬に隠された秘密 | 犬系男子と泥棒 （全犬集合）           | 新藤えみ(#1) 演 - 森日菜美 天海飛鳥(#2・#8) 演 - 街田しおん 女子社員(#2) 演 - 中島もも 清掃員(#2) 演 - 渋谷靖人 岡野沙織(#3) 演 - 阿部なつき 上司(#3) 演 - 松坂龍 屋台のおじさん/泥棒(#3・#5・#7・#8) 演 - おおたけこういち 三田栄子(#4) 演 - 前ひろこ ぶつかりおじさん(#4) 演 - 柄シャツ男 道行く女性(#4) 演 - 石毛海音 小形千尋(#5) 演 - 米澤りあ 坂本有希(#6) 演 - 吉田萌果 有希の父(#6) 演 - 谷沢龍馬 スタッフ(#6) 演 - 新実はなり 高橋美穂(#7) 演 - 奏羽茜 女性客(#7) 演 - 橘咲愛耶 |

### スタッフ
- 脚本 - 下亜友美[7]
- 制作プロデューサー - 会田浩弥、田中文
- プロデューサー - 森川亜紀、寺川真未、佐川秀人、土井涼介
- 演出 -  田中佑和[7]
- 制作 - 東北新社[7]
- 制作協力 - プログレス[7]
- 制作著作 -  ABCテレビ[7]

### 関連動画（ショードラ）
| 配信日  | サブタイトル       | 出演メンバー                      | ゲスト出演           |
| ------- | ------------------ | --------------------------------- | -------------------- |
| 2月04日 | 書類が消えた！     | 井内・中山・井上 (柴・堂減・土佐) | カズマ・スパーキング |
| 2月07日 | 休憩中             | 中山・井上 (堂減・土佐)           |                      |
| 3月14日 | 妄想CP             | 井内・中山・井上 (柴・堂減・土佐) | 森日菜美・中島もも   |
| 3月15日 | もしかして本物！？ | 小方・樫又 (黄金・秋田)           |                      |
| 3月16日 | 割り込み注意！     | 植野・櫻井 (千輪・戸井府)         | 松坂龍               |